# Spintronika
Spintronika je obor elektroniky využívající spinu elektronů k uchovávání, přenosu a zpracování informace. Pokud by došlo k efektivnímu zvládnutí této techniky, pak by byla možná velmi kompaktní a výkonná konstrukce elektronických obvodů a počítačů.
Spin elektronu nabývá pouze diskrétních hodnot a toto je možné použít k uložení informace.
Základní problém současnosti spočívá v přenosu signálu z běžného rozhraní na úroveň spinu elektronu a zpět.